# Сер (Жер)
Сер (фр. Sère) — коммуна во Франции, находится в регионе Юг — Пиренеи. Департамент — Жер. Входит в состав кантона Масёб. Округ коммуны — Миранд.
Код INSEE коммуны — 32430.

## География

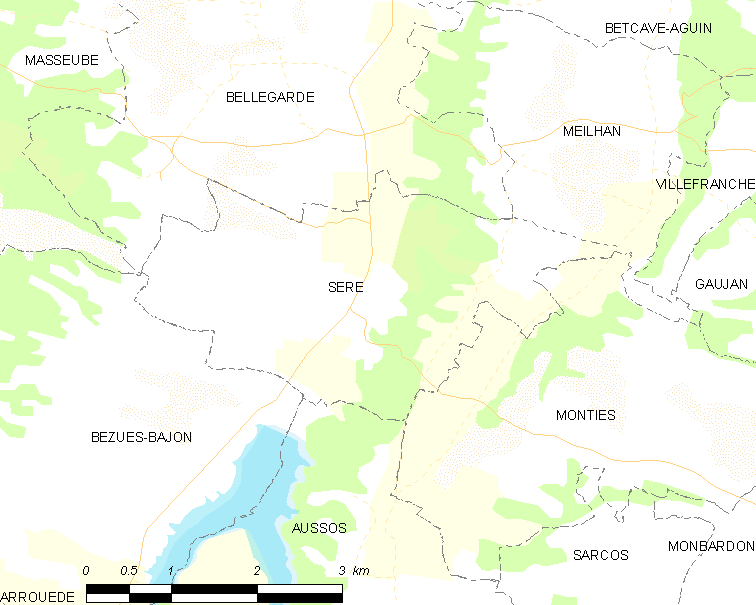
Карта коммуны

Коммуна расположена приблизительно в 620 км к югу от Парижа, в 70 км западнее Тулузы, в 27 км к югу от Оша.
По территории коммуны протекает река Арратс.

## Климат
Климат умеренно-океанический. Лето жаркое и немного дождливое, температура часто превышает 35 °С. Зимой часто бывает отрицательная температура и ночные заморозки. Годовое количество осадков — 700—900 мм.

## Население
Население коммуны на 2010 год составляло 92 человека.
| 1962 | 1968 | 1975 | 1982 | 1990 | 1999 | 2010 |
| ---- | ---- | ---- | ---- | ---- | ---- | ---- |
| 131  | 137  | 114  | 119  | 101  | 98   | 92   |

## Администрация
| Период | Период | Фамилия    | Партия | Примечания |
| ------ | ------ | ---------- | ------ | ---------- |
| 2001   | 2008   | Ролан Нот  |        |            |
| 2008   | 2014   | Рене Марше |        |            |
| 2014   | 2020   | Ив Бо      |        |            |

## Экономика
В 2010 году среди 53 человек трудоспособного возраста (15-64 лет) 38 были экономически активными, 15 — неактивными (показатель активности — 71,7 %, в 1999 году было 70,2 %). Из 38 активных жителей работали 34 человека (18 мужчин и 16 женщин), безработных было 4 (3 мужчин и 1 женщина). Среди 15 неактивных 4 человека были учениками или студентами, 6 — пенсионерами, 5 были неактивными по другим причинам.